# Olene Walker
Olene Smith Walker, född 15 november 1930 i Ogden i Utah, död 28 november 2015 i Salt Lake City i Utah, var guvernör i delstaten Utah i USA mellan 5 november 2003 och 3 januari 2005. Hon var delstatens första kvinnliga guvernör.
Walker diagnostiserades med pulmonell fibros.